# Квалификације за Светско првенство у фудбалу 2022. — Конкакаф други круг
Друго коло утакмица Конкакафа за квалификације за Светско првенство у фудбалу 2022. године одиграно је 12. и 15. јуна 2021. године.

## Формат такмичења
Укупно шест тимова се квалификовало из првог кола и играло је на домаћем терену и у гостима са по два меча у три везане утакмице. Три победника су се пласирала у трећи круг.

## Распоред
Први и реванш меч су првобитно били заказани за март 2021. године, али су касније померени за јун 2021. због пандемије Ковида-19.

## Квалификовани тимови
Напомена: „Подебљани” тимови су се квалификовали у треће коло.
| Група (Прво коло) | Победници         |
| ----------------- | ----------------- |
| А                 | Салвадор          |
| Б                 | Канада            |
| Ц                 | Курасао           |
| Д                 | Панама            |
| Е                 | Хаити             |
| Ф                 | Сент Китс и Невис |

Нерешени мечеви у другом колу су били унапред одређени на следећи начин:
- Победник групе А против победника групе Ф
- Победник групе Б против победника групе Е
- Победник групе Ц против победника групе Д

Победници група Д–Ф били су домаћини прве утакмице, док су победници група А–Ц били домаћини реванша.

## Резултати
Утакмице су одигране 12. и 15. јуна 2021. године.
| Тим #1            | рез.  | Тим #2   | прва утакмица | друга утакмица |
| ----------------- | ----- | -------- | ------------- | -------------- |
| Сент Китс и Невис | 0 : 6 | Салвадор | 0 : 4         | 0 : 2          |
| Хаити             | 0 : 4 | Канада   | 0 : 1         | 0 : 3          |
| Панама            | 2 : 1 | Курасао  | 2 : 1         | 0 : 0          |

## Утакмице
| Сент Китс и Невис | 0 : 4    | Салвадор                                                            |
| ----------------- | -------- | ------------------------------------------------------------------- |
|                   | Извештај | - Давид Рухамас 3’, 27’ - Џошуа Перез 20’ - Дарвин Серен 64’ (пен.) |

| Салвадор                             | 2 : 0    | Сент Китс и Невис |
| ------------------------------------ | -------- | ----------------- |
| - Џошуа Перез 24’ - Герсон Мајен 87’ | Извештај |                   |

Салвадор је победио укупним резултатом 6 : 0 и прошао у треће коло.
| Хаити | 0 : 1    | Канада           |
| ----- | -------- | ---------------- |
|       | Извештај | - Кајл Ларин 14’ |

| Канада                                                           | 3 : 0    | Хаити |
| ---------------------------------------------------------------- | -------- | ----- |
| - Џошуе Давергер 46’ (а.г.) - Кајл Ларин 74’ - Џуниор Хојлет 89’ | Извештај |       |

Канада је победила укупним резултатом 4 : 0 и пласирала се у треће коло.
| Панама                                       | 2 : 1    | Курасао             |
| -------------------------------------------- | -------- | ------------------- |
| - Алберто Кинтеро 55’ - Сесилио Вотермен 77’ | Извештај | - Ранхело Ханга 87’ |

| Курасао | 0 : 0    | Панама |
| ------- | -------- | ------ |
|         | Извештај |        |

Панама је победила укупним резултатом 2 : 1 и пласирала се у треће коло.

## Најбољи стрелци
2. гола
- Кајл Ларин
- Џошуа Перез
- Давид Рухамас